# Dallas Cowboys 1993
La stagione 1993 dei Dallas Cowboys è stata la 34ª della franchigia nella National Football League e ha visto la vittoria del suo secondo Super Bowl consecutivo, il quarto complessivo. I Cowboys furono la prima squadra nella storia a raggiungere (e poi vincere) il Super Bowl dopo avere perso le prime due partite.
Emmitt Smith non disputò le prime due partite per una disputa contrattuale ma nelle restanti corse 1.486 yard e 9 touchdown, venendo premiato come MVP della NFL, che guidò in yard corse per la terza stagione consecutiva. In seguito fu premiato anche come MVP del Super Bowl, diventando l'unico giocatore della storia a vincere i due premi maggiori e a guidare la lega in yard su corsa nella stessa annata.

## Calendario

### Stagione regolare
| Avversario             |    |    | Ris.    | TV Ora      | Pubblico |
| ---------------------- | -- | -- | ------- | ----------- | -------- |
| at Washington Redskins | 16 | 35 | S       | ABC 8:00pm  | 56,345   |
| Buffalo Bills          | 10 | 13 | S       | NBC 3:00pm  | 63,226   |
| at Phoenix Cardinals   | 17 | 10 | V       | TNT 7:15pm  | 73,025   |
| Settimana di pausa     |    |    |         |             |          |
| Green Bay Packers      | 36 | 14 | V       | CBS 12:00pm | 63,568   |
| at Indianapolis Colts  | 27 | 3  | V       | CBS 12:00pm | 60,453   |
| San Francisco 49ers    | 26 | 17 | V       | CBS 3:00pm  | 65,099   |
| Settimana di pausa     |    |    |         |             |          |
| at Philadelphia Eagles | 23 | 10 | V       | CBS 3:00pm  | 61,912   |
| New York Giants        | 31 | 9  | V       | CBS 12:00pm | 64,735   |
| Phoenix Cardinals      | 20 | 15 | V       | CBS 3:00pm  | 64,224   |
| at Atlanta Falcons     | 14 | 27 | S       | CBS 12:00pm | 67,337   |
| Miami Dolphins         | 14 | 16 | S       | NBC 3:00pm  | 60,198   |
| Philadelphia Eagles    | 23 | 17 | V       | ABC 8:00pm  | 64,521   |
| at Minnesota Vikings   | 37 | 20 | V       | CBS 3:00pm  | 63,321   |
| at New York Jets       | 28 | 7  | V       | CBS 3:00pm  | 73,233   |
| Washington Redskins    | 38 | 3  | V       | CBS 3:00pm  | 64,497   |
| at New York Giants     | 16 | 13 | V (DTS) | CBS 12:00pm | 77,356   |

### Playoff
| Turno             | Data      | Avversario              | Risultato |
| ----------------- | --------- | ----------------------- | --------- |
| Divisional        | 16/1/1994 | vs. Green Bay Packers   | V 27-17   |
| NFC Championship  | 23/1/1994 | vs. San Francisco 49ers | V 38-21   |
| Super Bowl XXVIII | 30/1/1994 | vs. Buffalo Bills       | V 30-3    |

## Premi
- Emmitt Smith:

MVP della NFL
MVP del Super Bowl